# Sangerhausen
Sangerhausen és una ciutat de Saxònia-Anhalt, Alemanya, i la capital del districte de Sangerhausen. Està situada cap al sud-est de les muntanyes del Harz, a 35 km a l'est de Nordhausen, i a 50 km a l'oest de Halle (Saale).

## Història
Sangerhausen és una de les ciutats més velles de la regió històrica de Turíngia, sent ja citada en un document de 991 dins de les propietats que pertanyien a l'emperador.
Per matrimoni va passar al territori de Turíngia, i a partir de 1056 va ser un país independent. Va tornar a formar part de Turíngia; el 1249 queia sota el poder de Meissen, i el 1291, de Brandenburg. El 1372 s'incorporava a Saxònia fins al 1815, quan s'unia a Prússia.

## Monuments destacats
- Altes Rathaus, aixecat en 1431-1437 després que un edifici anterior s'hagués cremat el 1358.
- Església de Santa Maria (Marienkirche), construïda el 1350 en l'estil gòtic.
- Església de Sant Jaume (Jakobikirche) (1457-1542), un edifici del gòtic tardà amb una nau principal i tres de laterals. Té un 61 m. d'altura, i un campanar una mica inclinat, amb una coberta del barroc. L'interior té una rica decoració pintada el 1665 per Georg Bottschild, mentre que el cadirat i l'altar major són d'un monestir agustí, tancat el 1539. Posseeix també nombroses tombes i relleus.
- Església de Sant Ulrich (Ulrichkirche), un dels edificis romànics més interessants a Alemanya. És una basílica construïda entre 1116 i 1123, amb un campanar afegit al segle xv. Té una nau principal i dues de laterals amb volta de creu. La part oriental té cinc absis.
- L'Altes Schloss ("Castell Vell"), construït pels senyors de Meissen. Ara resta només una torre.
- El Palau Nou o Neues Schloss va ser construït per Kaspar Tryller, ministre de Finances de l'Electorat de Saxònia, des de 1612 a 1622. És un estil del renaixement, i actualment és on està el govern del comtat.

A prop hi ha el famós Castell de Kyffhausen, i l'anomenada Cova de Barbarossa, l'única cova d'anhidrita a Europa que pot ser visitada per turistes.
Sangerhausen és també on se celebra l'Europa-Rosarium, la col·lecció més gran de roses del món, creada el 1903.

## Viles agermanades
- Trnava, Eslovàquia